# Rhinolophus ruwenzorii
Rhinolophus ruwenzorii là một loài động vật có vú trong họ Dơi lá mũi, bộ Dơi. Loài này được J. Eric Hill mô tả năm 1942.